# Histadrut Nashim Ivriot
Histadrut Nashim Ivriot eller Hebrew Women's Organization, var en judisk kvinnoförening i Brittiska Palestinamandatet, verksam 1920-1933.
Den bildades som en paraplyorganisation för de mindre kvinnogrupper som just då fanns i judiska bosättningen i Palestina. Den ägnade sig åt social hjälpsamhet, särskilt riktad för att underlätta tillvaron för kvinnor och barn, och verkade även för kvinnors rättigheter. 
Den uppgick 1933 i Women's International Zionist Organization. 